# Жаба грецька
Жа́ба гре́цька (Rana graeca) — вид земноводних родини жаб'ячих (Ranidae). Один із 54 видів роду бурих жаб (Rana). Поширений переважно на Балканському півострові. Мешканець гірських невеликих проточних водойм із прилеглими узбережжями. Вид охороняється Директивою Європейського Союзу 92/43/ЄС «Про збереження природних оселищ та видів природної фауни і флори».

## Опис

### Дорослі особини
Невелика безхвоста амфібія до 80 мм завдовжки, але зазвичай від 50 до 70 мм. Тіло відносно широке і плоске. Задні кінцівки довгі, з добре розвиненими перетинками. Задня нога, витягнута вперед уздовж тулуба, сягає далеко за морду. Дорсо-латеральні складки тонкі, але чітко окреслені. Морда округла, помірно загострена. Зіниця горизонтальна. Барабанна перетинка невелика, слабо помітна, становить близько 3/5 діаметра ока. Шкіра може бути гладенькою або слабо гранульованою. Самці менші за самок, не мають голосових мішків, але мають шлюбні подушечки на передніх кінцівках у сезон розмноження. У шлюбний період вони стають чорно-бурими, а їх шкіра стає желеподібною через накопичення підшкірної лімфи.
Забарвлення зверху коричневе, буре, червонувате, жовтувате або оливкове, часто вкрите темно-бурими плямами. Також зустрічаються особини з великими яскравими грибоподібними плямами на спині. Горло має темну пігментацію з характерною яскравою смугою посередині. Від ніздрів до ока проходить темна скронева смуга, яка розширюється позаду ока до кінця щелепи. На задніх кінцівках присутні темні поперечні смуги; знизу вони від білуватого до червонуватого кольору. Черево білувате і переважно без плям.

### Пуголовки
Пуголовки виростають приблизно до 45 мм завдовжки. Дихальце є лівостороннім, а задній прохід відкритий з правого боку від основи хвоста. Спинний плавець добре розвинений, починається в задній половині тіла. Хвіст закінчується під тупим кутом. Фонове забарвлення буре, іноді червонувате, з білуватими і золотистими плямами. Черевна частина сірувата, крізь епітелій видно кишки.

### Голос
Крик самця жаби грецької низький, може звучати як хрипке бурчання, або нагадувати відрижку. Серія складається з трьох викликів або менше.

## Поширення
Вид поширений у материковій Греції, Чорногорії, Герцеговині, Боснії, Сербії (в районі Скоп'є), Південній Хорватії, Албанії, Південній та Західній Болгарії. Велику роль у поширенні відіграє клімат. Вид віддає перевагу відносно холодним і вологим районам, уникаючи при цьому районів із суворими і тривалими зимами, а також сухих і спекотних.

## Місця проживання
Типовий гірський вид жаб, поширений на висотах від 250 до 2000 м н. р. м., дуже рідко опускається нижче. Населяє чисті холодні струмки, джерела й невеликі річки зі швидкою течією, віддаючи перевагу місцям з рясною прибережною, у тому числі лісовою, рослинністю. Трапляється також у гірських та горбистих долинах.

## Особливості біології

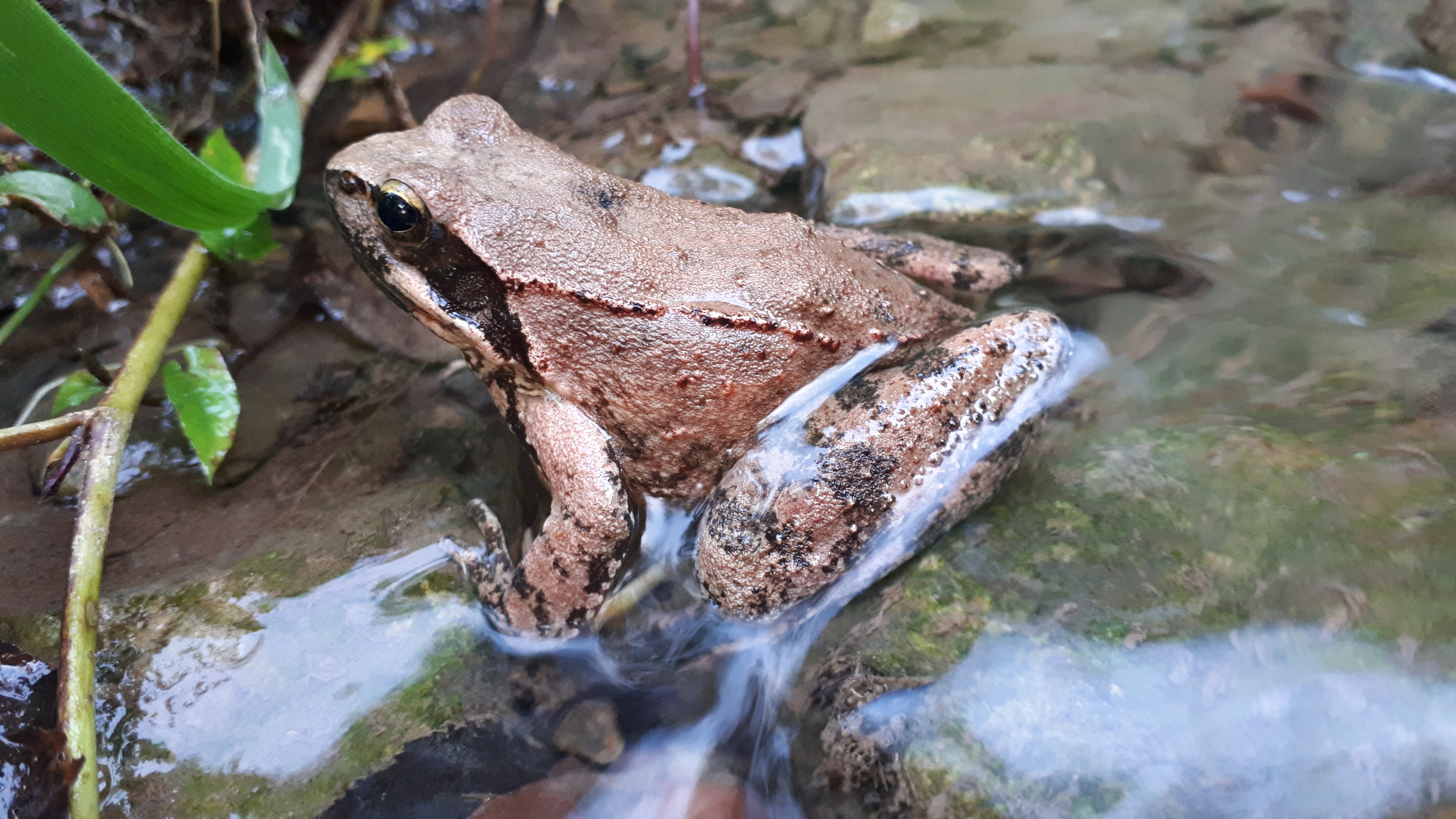
Жаба грецька в гірському струмку

Жаба грецька веде переважно наземний спосіб життя, але більше пов'язана із водним середовищем, ніж інші види бурих жаб. Тримається біля води весь період активності, рідко віддаляючись від водойм, і то зазвичай вночі або після дощу, коли вологість повітря висока.
Потривожені, жаби стрибають у воду і ховаються на дні. Активні з лютого до жовтня-листопада залежно від погодних умов.
Період розмноження починається незабаром після зимової сплячки в лютому і закінчується в квітні. Самці збираються групами в басейнах, утворених течією, або в місцях біля берегів, де вода тече повільно. Шлюбні крики самці видають з під води чи плаваючи на її поверхні, переважно вночі, але можуть кричати і вдень залежно від температури води. Спаровування відбувається в пустотах берега, під корінням рослин або камінням. Амплексус зазвичай триває близько 48 годин. Яйцеві маси (грудки) прикріплюються до даху порожнини чи іншим предметам на дні водойми. Одна грудка може містити від 200 до 2000 яєць. Яйця 2—3,5 мм в діаметрі з драглистою оболонкою 4—7 мм. Деякий час самці можуть охороняти яйця. Личинки після вилуплення мають довжину 9 мм і виростають до 45 мм за 2—3 місяці, хоча низька температура води може значно сповільнити розвиток. Статева зрілість настає після третьої зимівлі.
Харчується імаго і личинками комах, а також іншими наземними і водними безхребетними.

## Охорона
Стан більшості природних популяцій виду в межах ареалу залишається більш-менш стабільним. Саме тому він, згідно Червоного списку МСОП, отримав охоронний статус «відносно благополучний вид». Але в окремих регіонах спостерігається тенденція до зниження чисельності популяції виду, що потребує запровадження охоронних заходів. Тому, жаба грецька занесена до Директиви Європейського Союзу 92/43/ЄС «Про збереження природних оселищ та видів природної фауни і флори» (Додаток IV. Види рослин і тварин, що становлять особливий інтерес для Європейського Союзу, які потребують суворих заходів охорони).